# Villanova (Bivona)
Villanova, riportato anche come Villa Noba, Bellanubu, Billanoba, Billanûbah e Ballanûbah, era un casale arabo posto a occidente di Bivona, comune italiano della provincia di Agrigento in Sicilia.
Fu la patria di al-Ballanūbī, poeta arabo-siciliano vissuto tra l'XI e il XII secolo, che dalla località traeva l'etnico (nisba) con cui è conosciuto.
Il geografo arabo Yāqūt lo definisce bulayda, cioè "paesetto". Secondo Michele Amari, la mancanza di menzioni nell'abbondante documentazione diplomatica della Sicilia normanna lasciava presumere che il borgo doveva essere sparito, o andato deserto, già prima della conquista normanna:
Tuttavia, il casale di Villanova è ricordato in un diploma del 1171, insieme agli abitati di Billucchio, Gordalisi, Sebi e Rahal Nicola: erano tutti casali posti a occidente di Bivona. Villanova dovette esistere almeno fino alle soglie del XV secolo, dato che viene ricordato in un documento del 1408 come feudo di un tal Giovanni Amato.
Paolo Collura congetturò che il casale di Villanova fosse da localizzare nella zona dove in seguito sarebbero sorti i paesi di Villafranca Sicula e Lucca Sicula, a ovest di Bivona.
Villanova e gli altri casali della zona furono gradatamente abbandonati e la loro popolazione emigrò soprattutto a Bivona, come dimostrano i censimenti focatici delle Universitates della Sicilia occidentale.